# 478 a.C.

## Eventos
- Lúcio Emílio Mamerco, pela segunda vez, e Caio Servílio Estruto Aala, cônsules romanos. Quando Caio Servílio morreu, Opitero Vergínio Tricosto Esquilino foi eleito cônsul sufecto para terminar seu mandato.

## Mortes
- Anacreonte, poeta lírico grego.